# Емілі Ді Донато
Емілі Ді Донато (нар. 24 лютого 1991 року) — американська модель.

## Раннє життя
Ді Донато народилася в Гошені,штат Нью-Йорк, має італійське, ірландське та корінне американське походження. ЇЇ прадідусь і прабабуся емігрували до США з Італії. Емілі була замічена в торговому центрі Данбурі, коли їй було 10 років, Тіною Кінірі з агентства моделювання та акторського мистецтва Джона Касабланкаса в Коннектикуті. Тіна представила Емілі керівництву Request Model в 2008 році, і вона зайняла посаду амбасадора бренду Guess? одягу для весни 2009 року і як модель в рекламній кампанії "Rugby" весна 2009 Ральфа Лорена.

## Кар'єра

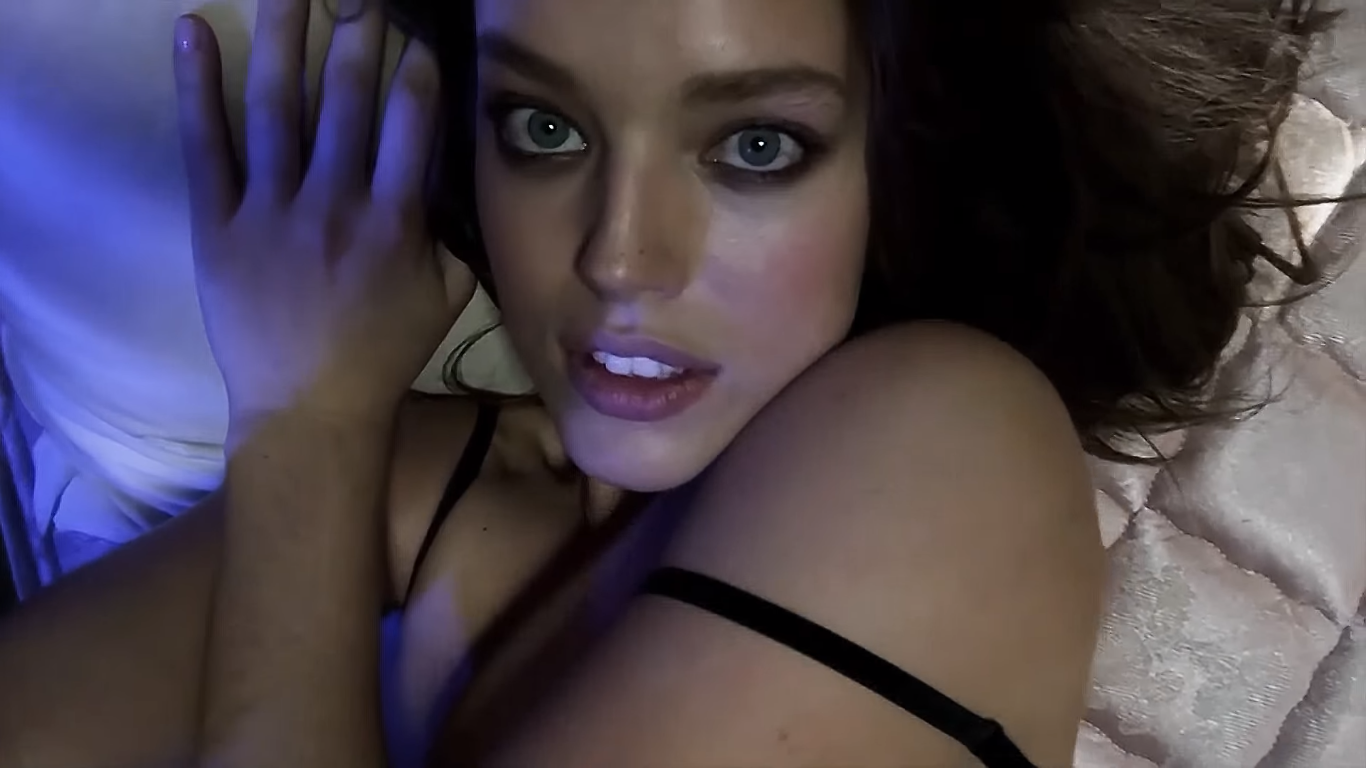
Ді Донато для журналу LOVE 2014 року

У травні 2009 року вона була підписана як обличчя Maybelline New York, щойно закінчивши вищу школу і маючи всього кілька місяців досвіду роботи моделлю, дебютувала в телевізійній рекламній лінії компанії "Color Sensational Lip Color" разом з Тарлінгтон Крісті, Джессікою Вайт і Джулією Стегнер. Ді Донато почала працювати моделлю для Victoria Secret в серпні 2009 року і з'явилася на своїй першій обкладинці журналу у випуску The Block за жовтень 2009 року.
Перед тижнем моди в Нью-Йорку 2009 року журнал Vogue Germany назвав її "кращим новачком".
У 2010 році вона стала обличчям аромату Georgio Armani "Acqua Di Gioia". Її фотографії з цієї кампанії були використані як титульні сторінки річних та фінансових звітів L'Oreal за 2010 рік. Влітку 2013 року Емілі Ді Донато знялася в рекламній кампанії Oysho. 
Вона дебютувала у випуску журналу Sport Illustrated Swimsuit  з фотографіями зробленими в Намібії.
Емілі ходила для Chanel, Balmain, Givenchy, Rag & Bone, Louis Vuitton, Loewe та Giles Deacon.
Вона з'явилася в рекламних кампаніях для Miu Miu, Oscar de la Renta, Giorgio Armani,Calvin Klein, Trussardi, Ralph Lauren, Just Cavalli, Missoni, Elie Tahari, Longchamp, Nicole Farhi, Aldo, Gap, Juicy Couture та Guess.
Ді Донато заявила: " Я б можливо хотіла зайнятися акторством одного дня".

## Особисте життя
Ді Донато вийшла заміж за фінансиста Кайла Пітерсона 23 червня 2018 року. У червні 2021 року Ді Донато оголосила про свою вагітність дівчинкою.